# 西山安久作
西山 安久作（西山 阿久作、にしやま あくさく、1866年1月10日〈慶應元年11月24日〉 - 没年不明）は、日本の政治家、地主・家主、会社役員。東京府北豊島郡西巣鴨町長。

## 経歴
東京市に西山家の長男として生まれる。1887年、家督を相続する。信用組合事務員、会社員になる。金融業を営む。
北豊島郡会議員、豊島信用組合長、氷川神社氏子総代、帝国種苗殖産監査役をつとめる。
また1915年4月23日に巣鴨村長に就職、1923年4月21日に西巣鴨町長を退職。

## 人物
宗教は浄土宗。趣味は碁。住所は東京府北豊島郡西巣鴨町字池袋（のち東京都豊島区池袋1丁目）。

## 家族・親族
西山家
- 父・五兵衛[6]、あるいは萬次郎[7]
- 妻・きの（1871年 - ?、東京、宮文治の三女[6]、宮兼吉の妹[7]）
- 嗣子・榮一（第一生命勤務[6]、地主[15]、家主[2]）
- 娘[7]
- 孫[7]

親戚
- 妹の夫・西山金蔵（地家主、西巣鴨町会議員）[16]